# Municipio de Money Creek (Illinois)
El municipio de Money Creek (en inglés: Money Creek Township) es un municipio ubicado en el condado de McLean en el estado estadounidense de Illinois. En el año 2010 tenía una población de 1085 habitantes y una densidad poblacional de 10,66 personas por km².

## Geografía
El municipio de Money Creek se encuentra ubicado en las coordenadas 40°37′57″N 88°52′54″O / 40.63250, -88.88167. Según la Oficina del Censo de los Estados Unidos, el municipio tiene una superficie total de 101.78 km², de la cual 100,53 km² corresponden a tierra firme y (1,22 %) 1,25 km² es agua.

## Demografía
Según el censo de 2010, había 1085 personas residiendo en el municipio de Money Creek. La densidad de población era de 10,66 hab./km². De los 1085 habitantes, el municipio de Money Creek estaba compuesto por el 97,51 % blancos, el 0,09 % eran afroamericanos, el 0,18 % eran amerindios, el 0,46 % eran asiáticos, el 0,18 % eran de otras razas y el 1,57 % eran de una mezcla de razas. Del total de la población el 1,47 % eran hispanos o latinos de cualquier raza.